# Grado de cristalización
El grado de cristalización, en inglés Crystallinity, hace referencia al grado de orden estructural en un sólido. En un cristal, los átomos o moléculas están dispuestas de una manera regular y periódica. El grado de cristalinidad tiene una gran influencia en la dureza, la densidad, la transparencia y la difusión. En un gas, las posiciones relativas de los átomos o moléculas son completamente aleatorios. Los materiales amorfos, tales como líquidos y vidrios, representan un caso intermedio, que tiene el fin en distancias cortas (unas pocas distancias atómicas o moleculares), pero no en distancias más largas.
Muchos materiales (tales como vidrio-cerámica y algunos polímeros), se pueden preparar de tal manera como para producir una mezcla de cristalinos y regiones amorfas. En tales casos, el grado de cistalización generalmente se especifica como un porcentaje del volumen del material que es cristaliza. Incluso dentro de los materiales que son completamente cristalinos el grado de perfección estructural puede variar. Por ejemplo, la mayoría de las aleaciones metálicas son cristalinos, pero por lo general comprenden muchas regiones cristalinas independientes (granos o cristalitos) con diversas orientaciones separadas por bordes de grano y, además, contienen otros defectos cristalinos (en particular, dislocaciones) que reducen el grado de perfección estructural. Los cristales más perfectos son altamente petanca silicio producidos para la electrónica de semiconductores, que son grandes monocristales (por lo que no tienen límites de grano), están casi libres de dislocaciones, y se han controlado con precisión la concentración de átomos de defectos.
La cristalinidad se puede medir usando difracción de rayos X, pero también se utilizan comúnmente técnicas calorimétricas.

## Grado de cristalización en rocas
Los geólogos describen cuatro niveles cualitativos de cristalización:
- rocas holocristalina son completamente cristalizada;
- rocas hipocristalina son parcialmente cristalizadas, con cristales incrustados en una matriz amorfa o vítrea;
- rocas hipohialina son parcialmente cristalizadas;
- rocas holohialina (como la obsidiana) son completamente vidriosos.